# Полонская, Жозефина Антоновна
Жозефина Антоновна Полонская (урождённая Рюльман, 3 [15] декабря 1843, Санкт-Петербург — 6 января, 1920, Петроград) — российский скульптор. Супруга поэта Я. П. Полонского.

## Биография
Дочь Антона Кожуховского (?—1855) — управляющего предприятиями А. Н. Демидова — и Иоганны Рюльман (?—1846), сестра врача Антона Рюльмана. Родилась 3 (15) декабря 1843 года и была записана под именем Жозефина-Гертруда.
Рано осиротев, воспитывалась в пансионах. В 1865—1866 годах была компаньонкой в семье философа и идеолога народничества П. П. Лаврова (её брат в то же время был учителем сына Лаврова). Лавров полюбил Жозефину, однако брак не состоялся из-за его ареста в апреле 1866 года (по мнению И. Н. Розанова, Лавров сам освободил девушку от данного ему слова).
В июле 1866 года вышла замуж за поэта и художника Я. П. Полонского. В браке родила троих детей: Александра (22.07.1868—1934), Бориса (05.05.1875—1923) и дочь Наталью (18.08.1870—1929), которая вышла замуж за Н. А. Елачича.
С 1880 года в качестве вольноприходящей ученицы училась в «Начальной школе рисования, черчения и лепления» при Центральном училище технического рисования барона Штиглица, также занималась у скульптора М. А. Чижова.
В 1885 году на академической выставке за бюсты И. С. Тургенева и своего мужа Я. П. Полонского получила малую серебряную поощрительную медаль. Копия первого из бюстов, отлитая в бронзе, была установлена на могиле писателя на Волковском кладбище. Автор статьи в «Историческом вестнике» отмечал, что «сходство бюста замечательное. Что же касается художественной отделки деталей головы, выражения глаз и проч., то в этом отношении работа г-жи Полонской свидетельствует о таланте и артистической свободе автора, сумевшего вдохнуть жизнь и мысль в черты изображенного ею лица покойного гениального писателя».
Участвовала в работе над памятником А. С. Пушкину, сооружённым в 1887—1889 годах в Одессе, вылепив бюст поэта. В 1888 году стала почётным вольным общником Императорской Академии художеств.
Ж. А. Полонская была известным скульптором, в частности в 1889 году в письме З. П. Ахочинской Н. С. Лесков приводил её в пример адресату: «Жозефина Ант<оновна> Полонская терпела много неудач и при страшном прилежании работала без успеха до 32 лет… А теперь она зарабатывает около 2 тысяч рублей в год».
Среди других работ скульптора — бюсты художника Н. Н. Каразина и его жены, механика и министра финансов И. А. Вышнеградского, поэта А. А. Фета, сына В. М. Вонлярлярского Димы и др.
После смерти Я. П. Полонского в 1898 году она продолжила «Пятницы» мужа (см. Пятница (литературный кружок)). Инициатива продолжения была высказана К. К. Случевским на похоронах поэта. Вскоре был учрежден Литературно-художественный кружок имени Якова Петровича Полонского.
. В 1919 году передала в Пушкинский дом архив мужа и собственные скульптурные работы и переписку. Работы Полонской находятся в ИРЛИ (Пушкинском доме) и Иркутском областном художественном музее.